# Ignacewo (Kostrzyn)
Ignacewo – południowo-zachodnia część Kostrzyna, położona na południe od linii kolejowej linii kolejowej Warszawa - Poznań - granica państwa.
Dawna wieś folwarczna tzw. ulicówka, zabudowa po północnej stronie ulicy Ignacewo. W zachodniej części dawne Państwowe Gospodarstwo Rolne. 